# Новоякшеєво
Новоякше́єво (рос. Новоякшеево, башк. Яңы Яҡшый) — присілок у складі Балтачевського району Башкортостану, Росія. Входить до складу Нижньосікіязовської сільської ради.
Населення — 40 осіб (2010; 50 у 2002).
Національний склад:
- башкири — 82 %